# كايزر (ميزوري)

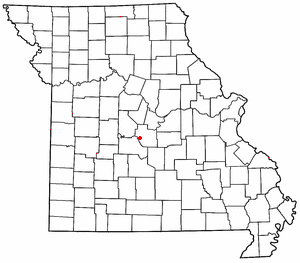
موقع كايزر، ميزوري

كايزر (بالإنجليزية: Kaiser)‏ هي إحدى المجتمعات الفردية (غير مصنفة) في ولاية ميزوري في الولايات المتحدة الأمريكية.